# リムジン

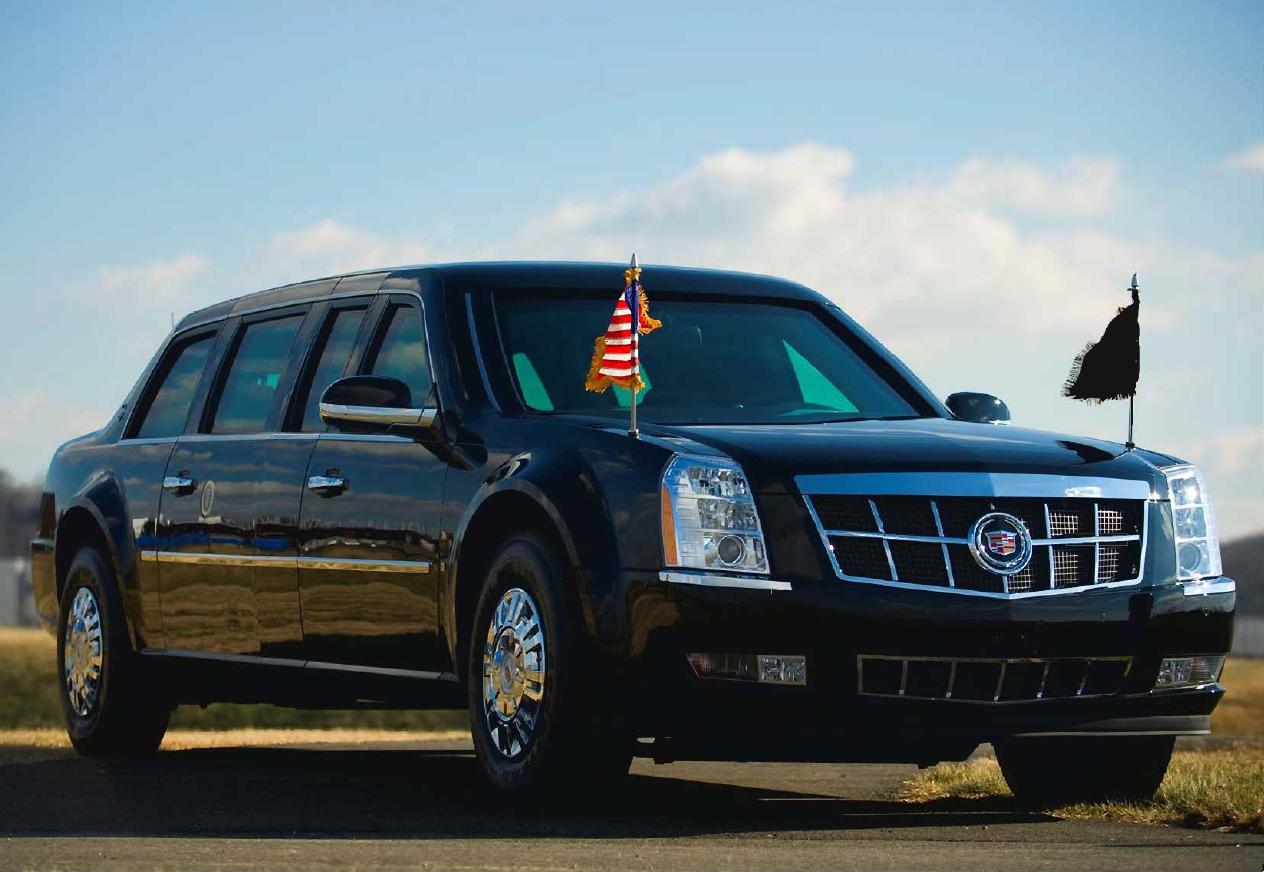
米大統領専用車の“ザ・ビースト”キャデラック・プレジデンシャル・リムジン

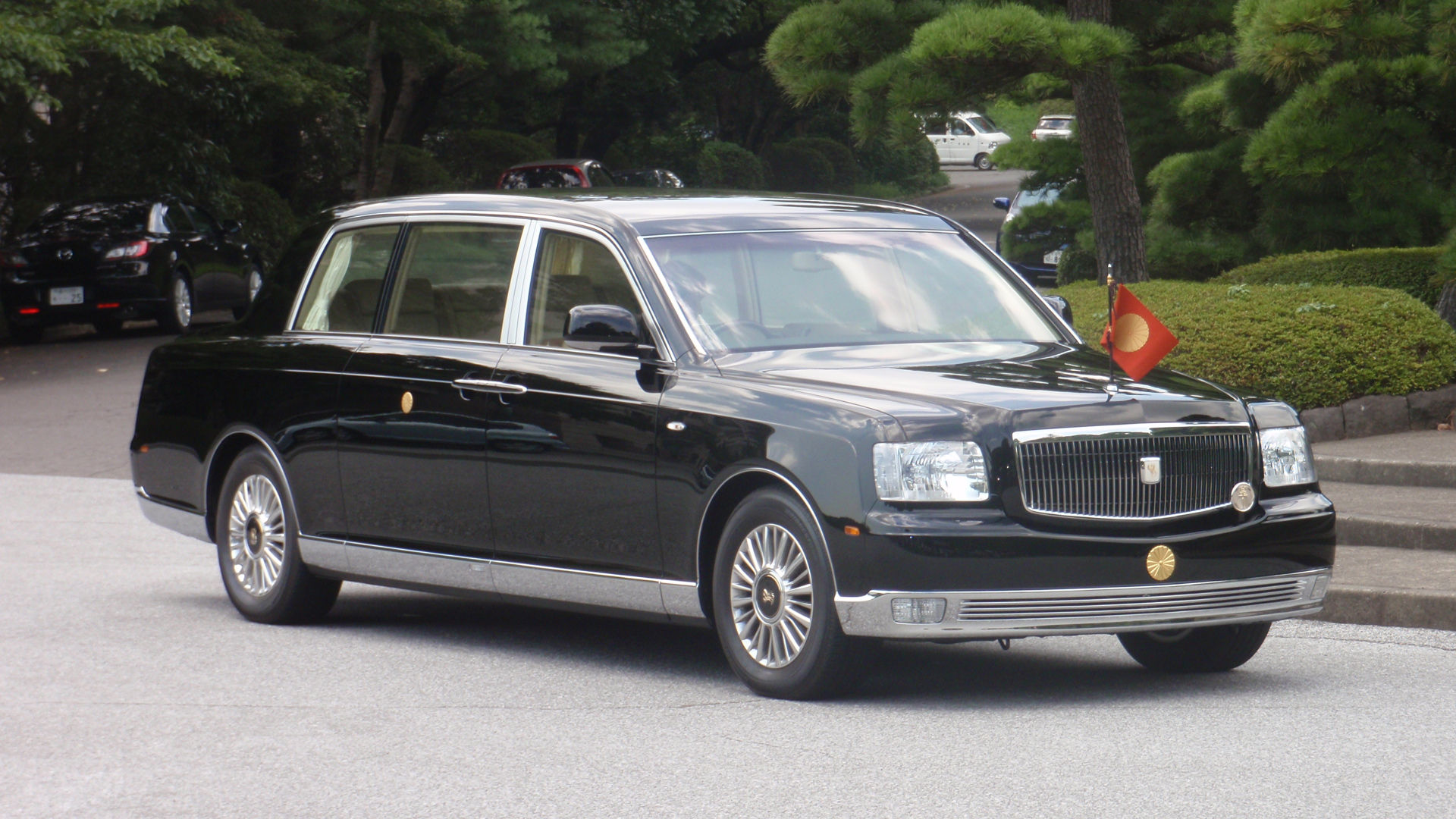
“御料車”トヨタ・センチュリーロイヤル。ナンバープレートが長方形でない“皇室ナンバー”になっている

リムジン (limousine)、リモ (limo) は自動車の種類の一つ。以下のような、複数の意味で用いられる。
- ドイツ語でセダンの意味。
- 職業運転手が運転することを前提とした大型の高級乗用車。ワゴン車は含まない。ショーファーカー、ショーファードリブンカーとも呼ばれる（「ショーファー」とはお抱え運転手という意味）。高級車でもオーナーが自ら運転するものはドライバーズカー、オーナードリブンカーと呼ばれる。
- 後部座席部分の構造を延長し、運転席との間に（可動式の）仕切りを設けた大型乗用車。拡大された後部空間には、通常3名以上の乗員が乗車でき、豪華な装備を持つ。ストレッチ・リムジン（stretch limousine）とも呼ばれる。
- 特定区間を連絡するバスや大型のバン。特に空港と市街を結ぶものを指すことが多い。

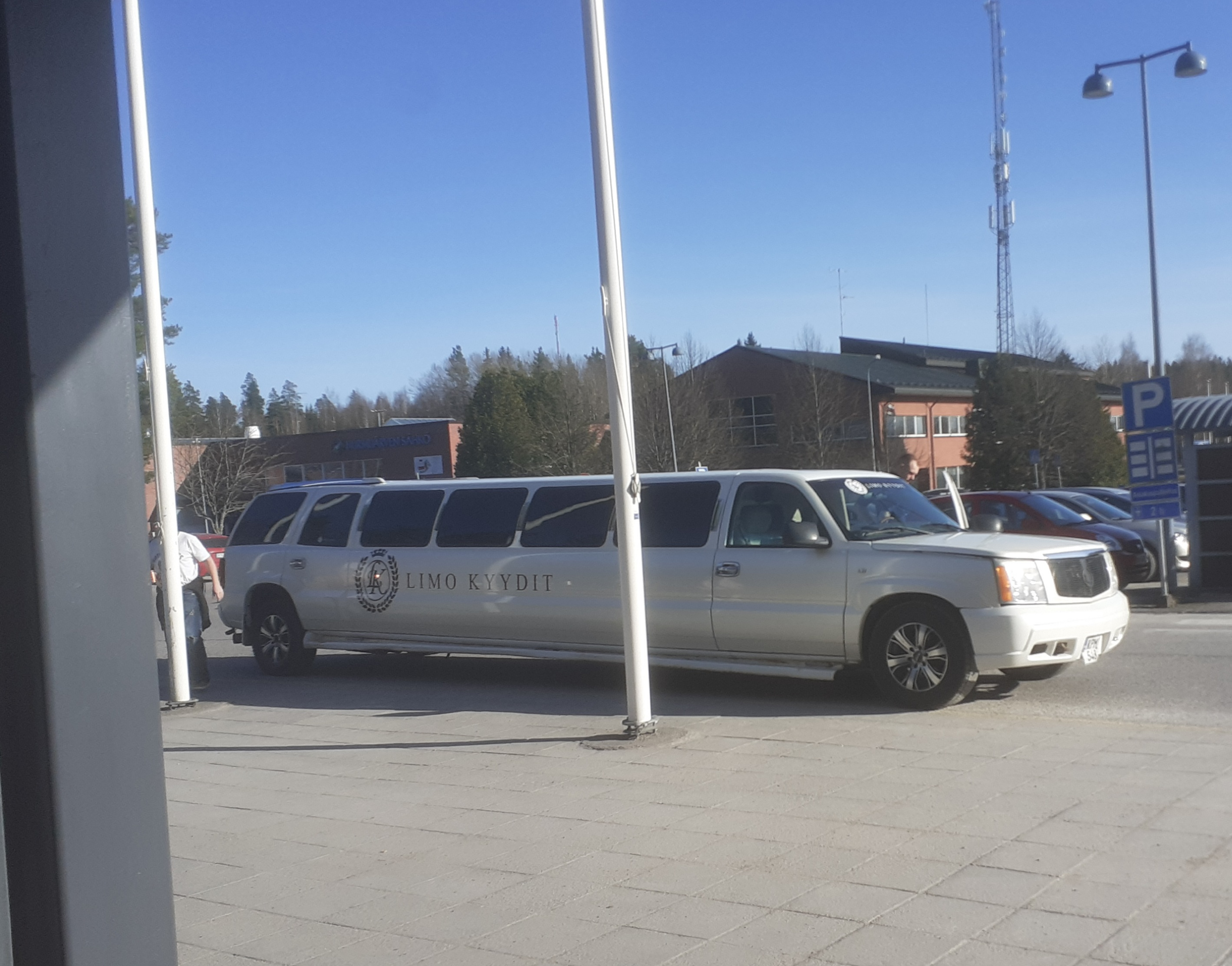
フィンランド、ヌルミヤルヴィの食料品店の前にあるリムジン

## 概要

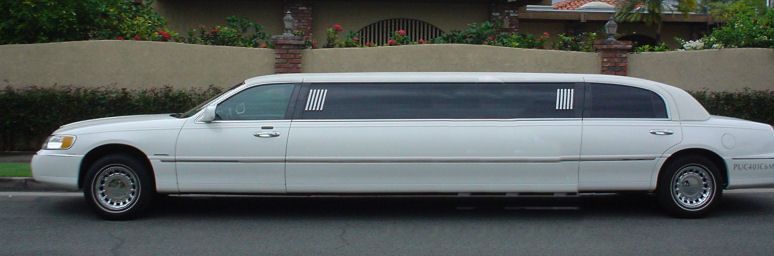
ストレッチ・リムジンの例。リンカーン・タウンカーを改造したもの。背景から分かるとおり、コラージュではない

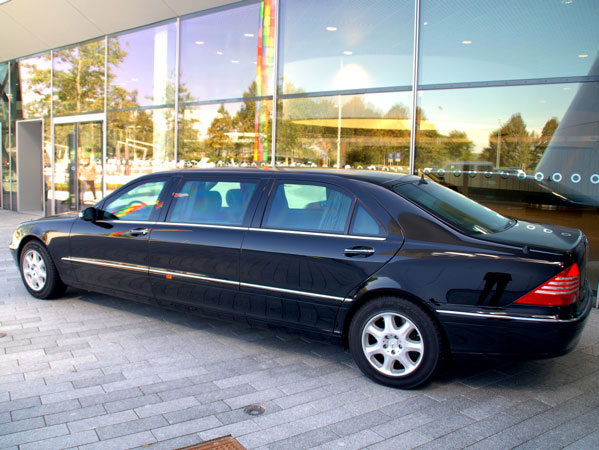
プルマンボディ・リムジンの例。メルセデス・ベンツ・プルマン220シリーズ

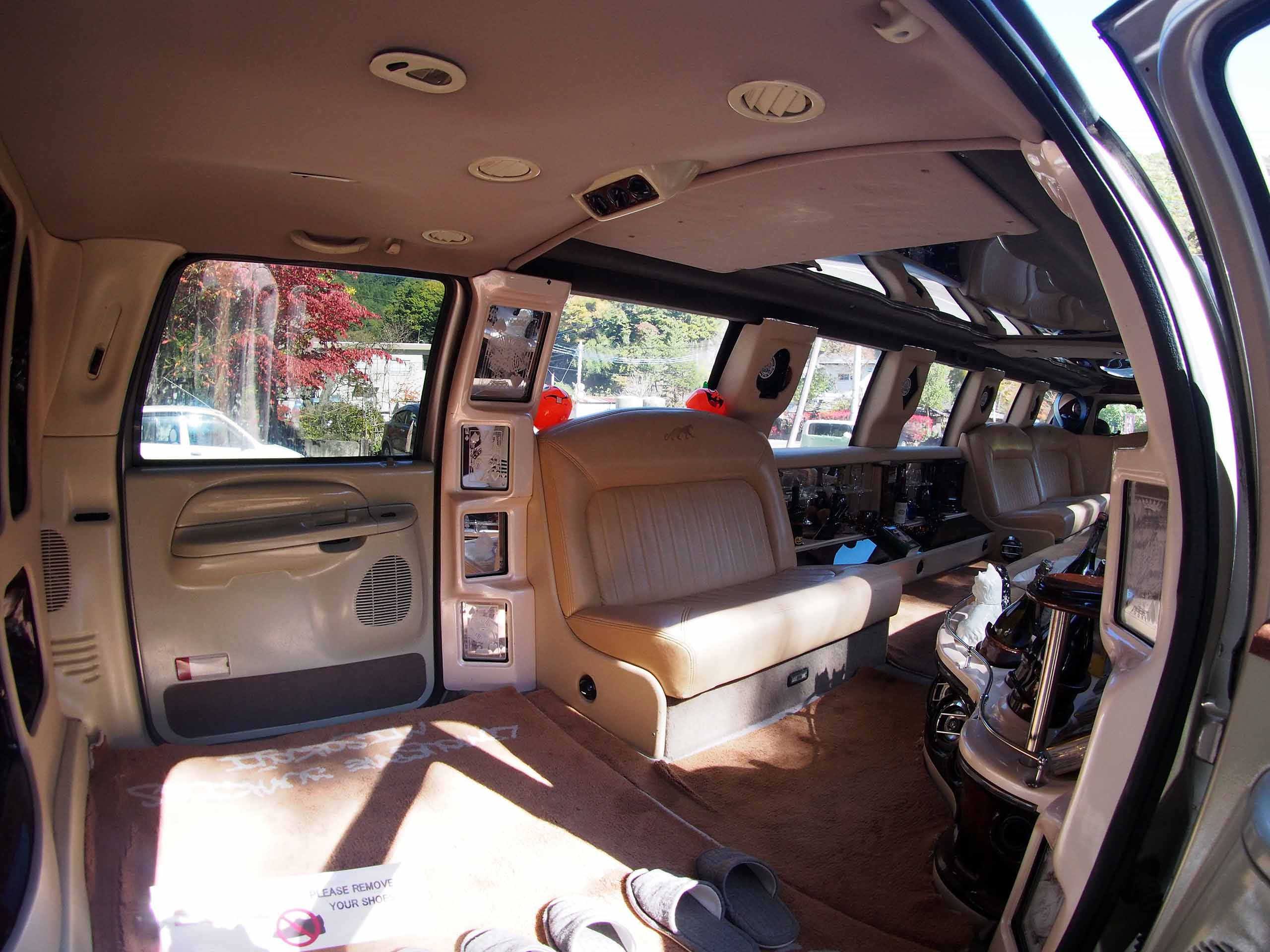
ストレッチ・リムジンの客室。客席はロングシートで、進行方向に対して横向きに設置される。フォード・エクスカージョン

元来は馬車の形式の一つであり、御者と客室の間に仕切り（パーティション）がある、もしくは御者席が客室の外側にあるものを指した。
「リムジン」が自動車を指すようになった現代においても、運転席・助手席と後部座席が完全に仕切られているものが、最も格式が高い正式なリムジンとされる。
後部座席部分を延長して補助座席を設けたものや、後部にドアを追加して3列目のシートを設けたもの（この場合は単純に乗車定員を増やすことが目的の送迎用のものが多い）がある。
全長を延ばす理由はさまざまで、送迎用のリムジンとして乗車定員を増やすことや、ロングホイールベースにより揺れを減少させること、さらに後部座席の足元のスペースの拡大やテレビモニターやカクテルキャビネットの設置などの居住性、各種設備の充実を図ること（応接室化）に主眼がおかれるが、トランクスペースを改造してジャクージバスにするなどの変り種もある。後部座席が車体と並行の長椅子型になっているものもあり、その場合その座席にシートベルトはなく、ドアも最後部片側に1つだけで、反対側には付いていないことがある。
要人が用いるリムジンでは狙撃やテロへの防御のため、防弾ガラスや装甲、ランフラットタイヤなどの装備が施される。このような装甲リムジンとしては、米国大統領専用車やソ連のZIL-41047、日本の内閣総理大臣専用車などが有名である。また、日本の御料車のうち初の国産車となった日産・プリンスロイヤルは1967年当時の日本としては破格の排気量6400cc・V型8気筒のエンジンを備えていたが、これも非常時に高速走行させ、危機を回避するための装備であった。
「リムジン」は特に通常より車体を延長した車両を指すことがある。市販車のボディを改造しキャビンを延長したものをストレッチ・リムジンと呼ぶ。また、自動車メーカーが最初から通常より長いボディとして製造した車体はプルマン・ボディ(Pullman-Body)と呼ばれ、ストレッチ・リムジンとは区別される。
都心や周辺都市からの空港連絡路線バスをリムジンやリムジンバス (airport limousine bus)と呼ぶことがある。これは都心から空港への送迎車としてリムジンを運行していた東京空港交通が、路線バスにリムジンバスの名前を使ったのが始まりとされる。リムジンバスに使用される車両自体は一般的なバス車両である。

## アメリカにおけるリムジン
アメリカではリムジンを用いた旅客運送業がある。リムジンの営業免許は基本的に「小型貸切旅客運送業」免許で、各州の関連法により差はあるが、運行には「事前予約」と「貸切」「小型（15名以下）」の条件が付く。
タクシー（一般）や空港シャトル（乗り合い）ホテル送迎（自家用）とは業務免許が異なり、流しや乗合の営業はできない。ラスベガスやロサンゼルスなどでよく見かける、ホテルに待機しているリムジンは、ホテルと「事前予約（待機）」をすることで業務要件を満たしている。そのためホテル客がリムジンを利用する際は、コンシェルジュやドアマンなどが間に入る。
ほぼすべての州の道交法では、運転者のみならず同乗者が車内で飲酒することや酒類の車載を禁止しているが、リムジンではこの法の例外となっている。
なお、旅客運送業免許では、車種は必ずしもリムジンである必要はなく、他の車種でも社内の飲酒などをすることができる。
ハマーなどの大型車は書類上は別の分類（「貸切バス」など）とされることがあるが、あくまで運営者側の免許の違いであり、大手のリムジン会社は1社で多様な車種を提供する事が多い。
米国では、セレブリティが利用するのに加え、中流層でも冠婚葬祭、コンサート、スポーツ観戦、プロムなどでのリムジンを利用する文化がある。セレブリティが公式な場で用いる際は主に黒を用いるが、一般客は白を用いたり色にこだわらない依頼が多い。
セレブリティなどが家族での空港送迎でリムジンを利用する場合は、同時に荷物車（SUVなど）を手配するが、ビジネスジェットを利用することが多いので、リムジンは飛行機ドアに横付け、荷物車は機体後部荷物ドアに横付けする。

## 日本におけるリムジン
日本においては、リムジンに関する特別な免許や許可は無く、一般的な乗用車として扱われる。
霊柩車に改造されることがあり、霊柩車は特種自動車の8ナンバーが適用される。